# Séptima Calle (Managua)
La 7ª Calle Suroeste y Sureste (anteriormente conocida como Calle 27 de Mayo) es una importante vía urbana de Managua, Nicaragua, que corre en varios segmentos de oeste a este a lo largo del centro y oriente de la ciudad

## Trazado
La calle se compone de al menos cuatro segmentos separados, conectando diversos barrios y puntos clave de la capital:

### Primer segmento
Inicia en la intersección con la 43.ª Avenida Suroeste, al sur del Hospital Antonio Lenin Fonseca, extendiéndose hacia el este en dirección al Estadio Nacional Dennis Martínez. Cruza intersecciones como la Avenida El Guerrero y termina en la Avenida Bolívar, dentro del barrio El Bóer.

### Segundo segmento
Continúa como 7.ª Calle Sureste a partir de la Avenida Bolívar, recorriendo parte del Reparto El Carmen y barrios contiguos. Este tramo culmina en la intersección con la Radial Santo Domingo.

### Tercer segmento
Se encuentra en el barrio Campo Bruce, funcionando como una vía de conexión interna con dirección este-oeste entre la Pista Solidaridad y calles secundarias.

### Cuarto segmento
El segmento más oriental se localiza en Bello Horizonte, comenzando desde la 49.ª Avenida Sureste y sirviendo como acceso a zonas residenciales del sector.

## Barrios que atraviesa
- El Bóer
- El Carmen
- Campo Bruce
- Bello Horizonte